# Diecéze aulonská (Epirus)
Diecéze Aulona je titulární diecéze římskokatolické církve.

## Historie
Aulon, je řecké a římské jméno dnešní Albánské Valony, byl starobylé biskupské sídlo nacházející se v římské provincii Epirus Novus  a sufragánnou arcidiecéze Drač. Až do poloviny 8. století, jako každé biskupské sídla prefektury Illyricum patřil Aulon do římského patriarchátu; později bylo přeloženo do Konstantinopolského patriarchátu.
Známe dva řecké biskupy této diecéze, Nazarius a Soter. Sídlo se neobjevuje v Notitiae episcopatuum Konstantinopolského patriarchátu a dokonce ani v bulharském patriarchátu v Ochridě.
Do konce 14. století, je obtížné určit zda jsou biskupové diecéze v tomto sídle nebo jen titulární. V tomto století Anjouovci z Neapole a Benátská republika obsadila Epirus nebo jeho část a založily zde diecéze latinského ritu (např. Croae, Stephaniacum, Arbanum, Benda, Chunavia atd.).
Dnes je využívána jako titulární biskupské sídlo; současným titulárním biskupem je Jesús Antonio Lerma Nolasco, pomocný biskup Méxica.

## Seznam řeckých biskupů
- Nazarius (zmíněn roku 458)
- Soter (zmíněn roku 787)

## Seznam latinských biskupů
- Neznámý (? - 1210)
- Bartolomeus (zmíněn roku 1225)
- Neznámý (zmíněn roku 1225)

## Seznam titulárních biskupů
- 1286 - 1299 Valdebruno
- zmíněn roku 1299 Albrico
- zmíněn roku 1303 Nicola
- zmíněn roku 1314 Giovanni di Reno, O.P.
- ? - 1330 Matteo, O.P.
- před 1337 - 1345 Giacomo, O.Carm.
- před 1355 - 1362 Pietro
- ? - ? Paolo
- 1370 - 1372 Giovanni Pietro di Piperno, O.P.
- 1399 - 1401 Mariano di Senis
- 1648 - ? Jean de Mallevaud, O.F.M.Rec.
- 1701 - 1725 Johann Raymund Guidobald von Lamberg, O.F.M.Cap.
- 1726 - 1736 Gregorio Galindo
  - 1736 - 1736 Ignazio di Santa Isabella, O.Carm. (biskup nominát)
- 1780 - 1806 Johann Valentin Heimes
- 1829 - 1832 Mariano Medrano y Cabrera
- 1832 - 1854 Mariano José de Escalada Bustillo y Zeballos
- 1854 - 1860 John Pius Leahy, O.P.
- 1870 - 1873 Federico León Aneiros
- 1873 - 1888 Francesco Grassi Fonseca
- 1890 - 1911 Peter Verdaguer y Prat
- 1918 - 1932 Santiago Luis Copello
- 1933 - 1946 Jean Larrart, M.E.P.
- 1946 - 1948 Manuel Martín del Campo Padilla
- 1949 - 1952 José de Jesús Martinez Vargas
- 1953 - 1987 Wilhelm Sedlmeier
- 1987 - 1991 Kurt Krenn
- 1991 - 1999 Lawrence Harold Welsh
- 1999 - 2003 Michel Christian Cartatéguy, S.M.A.
- 2003 - 2009 Roger Paul Morin
- od 2009 Jesús Antonio Lerma Nolasco